# Angelo Simontacchi
Angelo Simontacchi (Lonate Pozzolo, 20 gennaio 1914 – ...) è stato un calciatore italiano, di ruolo difensore.

## Caratteristiche tecniche
Difensore impiegato come terzino, si faceva valere nel gioco aereo e d'anticipo, grazie all'alta statura.

## Carriera

### Giocatore
Nativo di Lonate Pozzolo, iniziò a giocare a calcio nella formazione di calcio locale, lo Sport Club Lonate, insieme ai fratelli Rosito e Mariuccio. Passò nel 1933 alla Società Ginnastica Gallaratese in Serie C: nella stagione successiva venne acquistato dal Legnano, militante nella serie cadetta, dove in una stagione e mezza disputò 22 gare senza segnare alcuna rete. Passò alla Pro Patria nel gennaio 1936, rimanendo nella squadra lombarda fino all'estate del 1937, quando passò al Liguria, militante in Serie A: fece il suo esordio in massima serie il 12 settembre 1937 in Milan-Liguria 2-1. Con i liguri giocò 17 gare in A prima di essere posto in lista di trasferimento; passò quindi alla Sanremese, in Serie B, dove segnò cinque reti in 33 gare. Venne poi ceduto alla Fiorentina, nuovamente nella massima serie, dove disputò 29 gare in campionato e dove vinse il primo trofeo della sua carriera, la Coppa Italia, competizione nella quale disputò tre partite.
Anche con i viola rimase per una sola stagione, passando nell'estate del 1940 alla Triestina, dove segnò un gol in 16 partite: nella stagione seguente fu acquistato dall'Alessandria, dove però marcò solo sette presenze. Nel 1942-1943 è invece al Bari, nuovamente in A, dove disputa 31 gare da titolare senza mettere a segno alcuna rete: al termine della stagione, la sua carriera venne forzatamente interrotta a causa della seconda guerra mondiale.
Al termine del conflitto, nel 1945, militò nel Piacenza, disputando il campionato misto B-C nel quale la squadra conquistò sul campo la permanenza in B, e dove segnò quattro reti in 14 presenze. Successivamente tornò alla Gallaratese, in Serie C, fino al 1948, quando disputò la sua ultima stagione al Parabiago dove concluse la sua carriera da calciatore nel 1949.

### Allenatore
A seguito del ritiro dal calcio giocato allenò solo formazioni minori, come il Villadosia e la U.S. Lonatese, erede dello Sport Club Lonate nel quale esordì da ragazzo.

## Vita privata
Angelo Simontacchi è stato il padre del noto discografico e produttore Giampiero Simontacchi.

## Palmarès

### Giocatore

#### Competizioni nazionali
- Coppa Italia: 1

Fiorentina: 1939-1940

#### Competizioni regionali
- Promozione: 1

Parabiago: 1950-1951 (girone C)